# Saint-Martin-Lars-en-Sainte-Hermine

Saint-Martin-Lars-en-Sainte-Hermine este o comună în departamentul Vendée, Franța. În 2009 avea o populație de 414 de locuitori.